# Дибене
Ди́бене (болг. Дъбене) — село в Пловдивській області Болгарії. Входить до складу общини Карлово.

## Населення
За даними перепису населення 2011 року у селі проживали 1606 осіб.
Національний склад населення села:
| Національність   | Кількість осіб | Відсоток |
| ---------------- | -------------- | -------- |
| болгари          | 1412           | 90,2%    |
| цигани           | 150            | 9,6%     |
| інша             | 0              | 0%       |
| Всього відповіли | 1565           |          |

Розподіл населення за віком у 2011 році:
Динаміка населення: